# Cogo
Cogo (també coneguda com a Kogo o Koszho, en època colonial Puerto Iradier) és un municipi de Guinea Equatorial, de la província Litoral a la Regió Continental. En 1994 tenia 23.121 habitants.
Es troba a l'est d'Acalayong, sobre l'estuari del riu Muni. Punt de partida per a les excursions a les illes d'Elobey i l'illa de Corisco, és coneguda per les seves ruïnes de l'arquitectura colonial, en l'època que es deia Puerto Iradier, en honor de l'explorador Manuel Iradier y Bulfy.

## Història
Cogo és també coneguda per ser històricament, en el període precolonial, feu del regne liderat pels Bonkoro. L'equip de futbol del districte de Cogo és el C.F. Real Boncoro, recentment relegat a segona divisió.

## Persones il·lustres
- Wenceslao Mansogo Alo, metge i polític
- Rafael Maria Nse Abuy, primer bisbe equatoguineà
- Genoveva Añonma, capitana de la selecció Femenina de Futbol de Guinea Equatorial.

## Agermanaments
- Vitòria